# Siedlec (osada w powiecie gostyńskim)
Siedlec – osada w Polsce położona w województwie wielkopolskim, w powiecie gostyńskim, w gminie Pępowo.
W latach 1975–1998 miejscowość należała administracyjnie do województwa leszczyńskiego.